# Міст Марії Склодовської-Кюрі (Варшава)
Міст Марії Склодовської-Кюрі у Варшаві (до 2011 року і неофіційно Північний міст) — міст через Віслу у Варшаві вздовж Траси мосту Марії Склодовської-Кюрі. Його відкрили у березні 2012 року (третю частину мосту з трамвайними коліями, велосипедною доріжкою та тротуаром відкрили у січні 2013 року). Це найпівнічніша річкова переправа столиці. Має дві проїздні частини по три смуги в кожну сторону, тротуари, велосипедні та трамвайні колії.
Міст є частиною міської ділянки Національної дороги № 61.

## Місцезнаходження
Ширина річки на ділянці приблизно 650 м. На західному березі Вісли міст є продовженням алеї ген. Марії Віттек, а зі східного боку алеї ген. Ришарда Куклінського. Це другий міст у Варшаві після Свентокшиського мосту, який опускатиметься до рівня землі на березі. У Бялоленці маршрут пролягає на землі, подібно як на Бєлянах, де маршрут проходить через Віслостраду. Тут побудовано найскладніше перехрестя у Варшаві.

## Історія проєкту

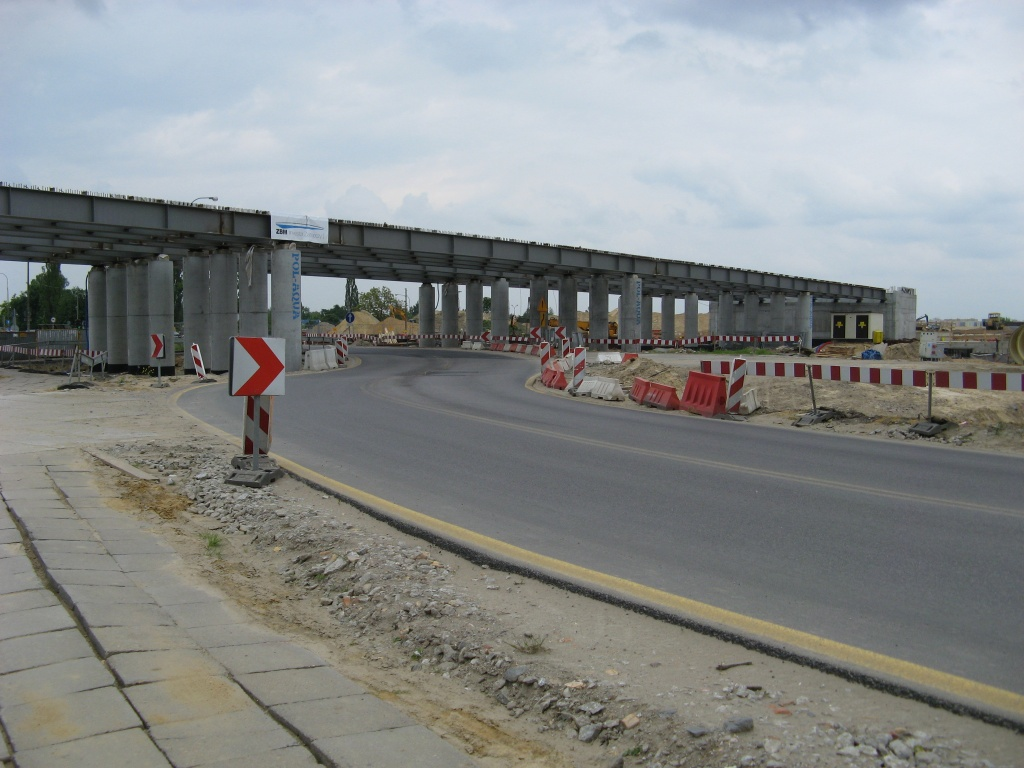
Будівництво ділянки Північного мосту через вул. Маримонтською 30 травня 2010 року

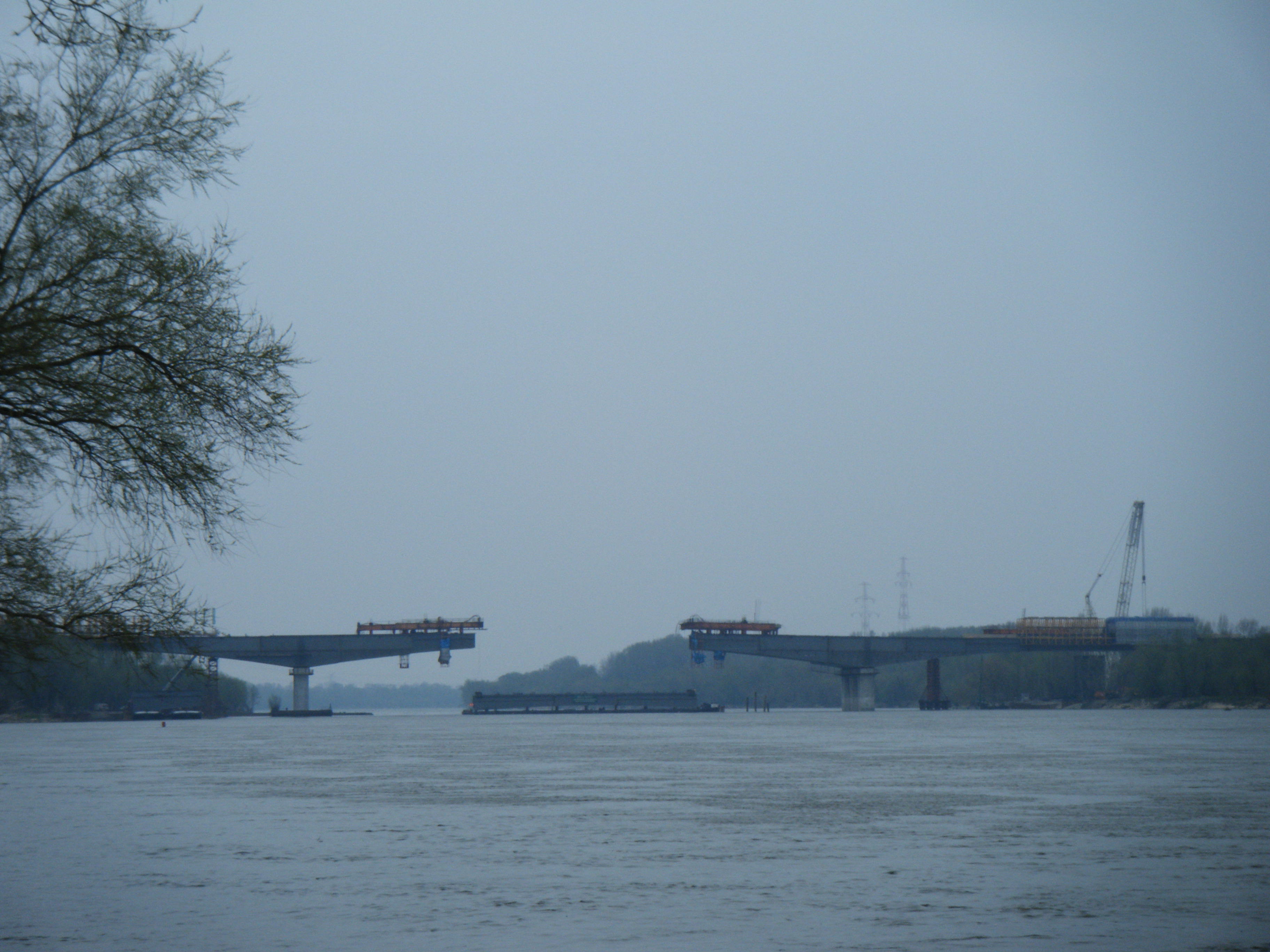
Будівництво Північного мосту (середній проліт на баржі), 17 квітня 2011 року

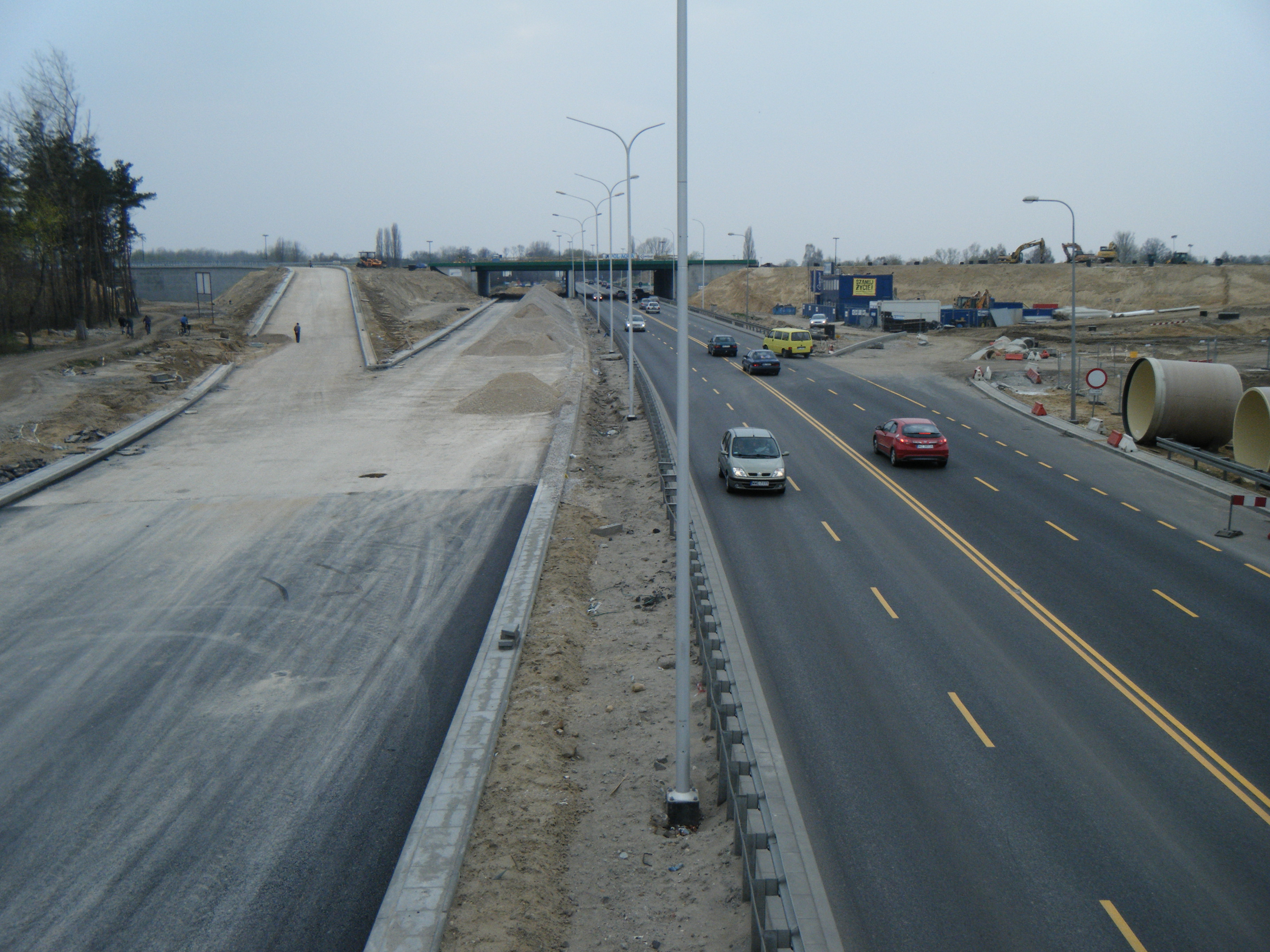
Будівництво перехрестя Північного мосту та Віслостради

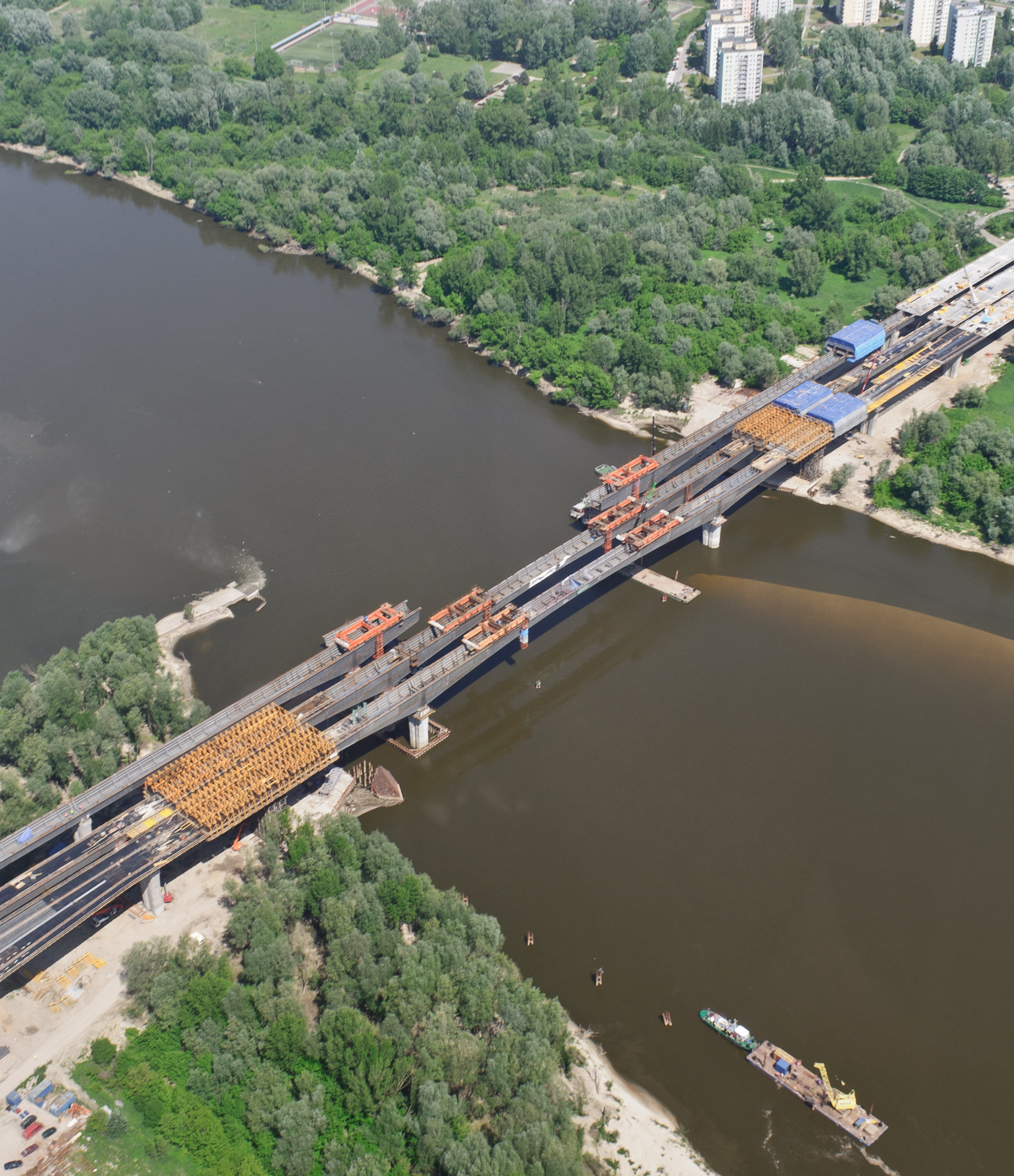
Північний міст із двома встановленими прольотами, 19 травня 2011 року

У січні 2002 року влада Варшави підписала угоду з гмінами Бєляни та Бялоленка щодо підготовки до будівництва мосту. Навесні 2002 року керівництво гміни Білоленка підготувало рішення про умови забудови та загосподарування території, де буде розташований міст. У грудні 2003 року його було підтримано (через ігнорування всіх протестів, у тому числі жителів Тархоміну та Польського товариства охорони птахів). Вже тоді припускали, що це буде балковий міст, а не вантовий.
У середині січня 2004 року спеціальну посаду відповідального за будівництво Північного мосту, яке очолив колишній заступник міністра транспорту Вітольд Ходакевич.
Наступним етапом будівництва мосту стало оголошення в листопаді 2004 року конкурсу на розробку програмно-просторової концепції Північного мостового шляху від розв'язки з вул. Пулковою до розв'язки з вул. Модлінською разом з мостом. 19 квітня 2005 року конкурсна комісія оголосила результати, які були оскаржені до суду. 20 вересня 2005 року суд визнав результати конкурсу недійсними. Конкурсна комісія переоцінила ті самі роботи, відзначивши ті самі проєкти, змінивши лише обґрунтування. 7 жовтня 2005 року результат було повторно оскаржено в Управлінні державних закупівель. 20 жовтня 2005 року варшавський міський уряд повторно визнав результати конкурсу недійсними. 6 червня 2007 року Управління муніципальних доріг представило пропозиції, які були подані на новий тендер. Цього разу тендер стосувався самого проєкту, а не проєктування та реалізації, як раніше. Підрядником проєкту було обрано Schüssler Düsseldorf із пропозицією 15,8 млн злотих, яка пропонувала скоротити термін із необхідних 310 до 282 днів.
21 квітня 2009 року влада Варшави підписала контракт на будівництво мосту з польсько-іспанським консорціумом Pol-Aqua, Sando і Kromiss-Bis. Він мав бути готовий протягом 32 місяців з моменту підписання договору. Очікувана дата його завершення — кінець 2011 року.

## Будівництво
Наприкінці травня 2009 року розпочалися перші підготовчі роботи, пов'язані зі знесенням існуючих споруд на ділянці траси та зняттям верхнього шару ґрунту. Перше символічне вкопування лопати було здійснене 3 червня мером Варшави Ганною Гронкевич-Вальц та міністром інфраструктури Цезарієм Грабарчиком. Наступним етапом робіт були розпочаті восени земляні роботи з вирівнювання території та підготовки насипів до майбутнього мосту, а також перебудова конфліктних енерго- та тепломереж.
Наприкінці 2009 року розпочалися перші роботи зі спорудження фундаментів під опори мосту, які проводилися безпосередньо в річці Вісла. Ці роботи проводились шляхом спорудження штучного острова з шпунтової конструкції. Потім почалося буріння паль довжиною 30 м.
Тоді ж на правому березі річки також була побудована позиція, з якої наступного місяця планувалося зсунути зібрану мостову конструкцію. Зсунення почалося на рубежі січня та лютого 2010 року.
У січні 2011 року повідомлялося, що будівництво Північного мосту відстає від плану вже на півроку. Затримка була викликана, в тому числі затопленням будівельного майданчика влітку 2010 року. У березні 2011 року Муніципальна дорожня інвестиційна рада попросила у столичної мерії додаткових 95 мільйонів злотих для будівництво. 18 квітня підняли перший із трьох прольотів мосту. На прес-конференції висловили сподівання, що дорожню частину вдасться завершити до кінця 2011 року, визнавши при цьому, що терміни завершення трамвайного маршруту дуже віддалені.
Автомобільна частина мосту була відкрита для руху 25 березня 2012 року, тоді як трамвайну, пішохідну та велосипедну частини мосту планувалося повністю завершити до кінця червня 2012 року. Зрештою, перша трамвайна лінія була запущена 21 січня 2013 року.

## Назва
Довгі роки міст називали «Північним мостом» через його розташування в північній частині міста. Ця назва використовувалася в численних планувальних дослідженнях і документах, тому з часом її почали широко трактувати як офіційну назву.
Проте були й думки, що міст варто назвати на честь видатної людини. У 2010 році мер Варшави Ганна Гронкевич-Вальц оголосила, що подасть заявку до Варшавської ради про присвоєння мосту імені Івана Павла II.
У 2011 році, який відзначається як рік Марії Склодовської-Кюрі, народилася ідея назвати міст її іменем (між іншим, президент Польщі Броніслав Коморовський висловив думку, що Варшава має належним чином вшанувати нобелівську лауреатку).
Влітку міська влада провела публічні онлайн-консультації, в яких взяли участь 7433 респонденти (це приблизно 0,45 % мешканців, хоча не всі респонденти проживали у Варшаві). Більшість респондентів висловилися за збереження назви «Північний міст».
Ідею назвати міст на честь Марії Склодовської-Кюрі підтримав мер Варшави. Негативний сприйняли її: Муніципальна команда з присвоєння назв, Бялоленська районна рада та Бєлянська районна рада, тоді як висновок підкомітету з присвоєння назв вулицям Комітету культури та розвитку Варшави був позитивний. Проте з юридичної точки зору ці висновки не були обов'язковими для Варшавської ради.
Зрештою, 1 грудня 2011 року Рада Варшави проголосувала за те, що патроном мосту стане Марія Склодовська-Кюрі.